# Eopaijenborchella
Eopaijenborchella is een geslacht van kreeftachtigen uit de klasse van de Ostracoda (mosselkreeftjes).

## Soorten
- Eopaijenborchella asiatica (Andreev, 1965) Hanai, 1970
- Eopaijenborchella bastorfensis (Pietrzeniuk, 1969) Gramann, 1989 †
- Eopaijenborchella brevicostata (Haskins, 1971) Keen, 1978 †
- Eopaijenborchella cymbula (Ruggieri, 1950) Coles, Ayress & Whatley, 1990 †
- Eopaijenborchella eocaenica (Triebel, 1949) Hanai, 1970
- Eopaijenborchella exilisa (Rosyjeva, 1962) Hanai, 1970
- Eopaijenborchella geoffreyi (Anderson, 1964) Hanai, 1970
- Eopaijenborchella hirundella (Deltel, 1963) Hanai, 1970 †
- Eopaijenborchella lomata (Triebel, 1949) Hanai, 1970
- Eopaijenborchella longicosta (Keij, 1957) Hanai, 1970 †
- Eopaijenborchella malaiensis (Kingma, 1948) Hanai, 1970 †
- Eopaijenborchella marssoni (Triebel, 1949) Hanai, 1970
- Eopaijenborchella mouliana (Sissingh, 1972) †
- Eopaijenborchella orientalis (Andreev, 1965) Hanai, 1970
- Eopaijenborchella pannonica (Mehes, 1936) Hanai, 1970 †
- Eopaijenborchella pseudotrigona (Holden, 1964) Hanai, 1970 †
- Eopaijenborchella solitaria (Ruggieri, 1962)
- Eopaijenborchella subcaudata Annapurna & Rama Sarma, 1987
- Eopaijenborchella swaraswatia (Sharma, 1972) †
- Eopaijenborchella tewarii (Guha, 1971) †
- Eopaijenborchella tricostata (Lienenklaus, 1900) Hanai, 1970 †
- Eopaijenborchella trigona (Marianos & Valentine, 1958) Hanai, 1970 †
- Eopaijenborchella vediensis (Bubikjan, 1958) Hanai, 1970 †
- Eopaijenborchella veneranda (Kuznetsova, 1961) Hanai, 1970 †